# Светлов, Фердинанд Юрьевич
Фердинанд Юрьевич Светлов (варианты имени и отчества Фёдор Юрьевич, Фердинанд Юльевич, настоящая фамилия Шёнфельд; 1884—1943) — советский партийный деятель, эсер.

## Биография
Родился в 1884 году в Одессе.
С 1904 года был членом партии эсеров, с октября 1906 года по 1919 год — член Союза социалистов-революционеров-максималистов. В 1918 году представлял эсеров-максималистов на IV Чрезвычайном съезде Советов рабочих, солдатских, крестьянских и казачьих депутатов. С А. И. Бердниковым и Н. В. Архангельским возглавлял группу максималистов, пошедшую на сближение с большевиками.
В 1919 году вступил в РКП(б) с начислением стажа с 1904 года. С июля 1923 по февраль 1924 года занимал пост ответственного секретаря ЦК КП(б) Туркестана. С 1924 года преподавал в 1-м МГУ и в Московском высшем техническом училище им. Н. Э. Баумана. В 1925 году с А. И. Бердниковым составил учебник «Курс политграмоты»; автор книги «Тяжёлая и лёгкая промышленность» (М.: Московский рабочий, 1929). Редактор газеты «Экономическая жизнь», с февраля 1938 года возглавлял отдел критики и библиографии редакции газеты «Известия». Заместитель ответственного руководителя Телеграфного агентства Советского Союза (ТАСС) при СНК СССР.
23 апреля 1938 года приговорён ОСО НКВД к восьми годам лишения свободы в лагерях. Отбывал наказание в Коми АССР. Умер через четыре года в лагере.

## Семья
Жена — Зинаида Андреевна Светлова (при рождении Бася Нисоновна Горувейн, 1877—1960), родом из Мариуполя. Сотрудница Н. А. Рубакина, знаменитого русского библиофила. Окончила высшие женские курсы Лесгафта в Петербурге. Работала в детских туберкулезных санаториях.
Дочь — Екатерина Фердинандовна Светлова (1919—26 января 2008), первым браком замужем за Дмитрием Ивановичем Великородным (погиб в 1941 году), вторым браком (с 1949 года) — за главным инженером Союзмашучёта и статистиком Давидом Константиновичем Жаком (1903—1973). Внучка — Наталья Дмитриевна Светлова (в замужестве Солженицына).

## Книги
- Очередные задачи максимализма (с А. И. Бердниковым). М.: Союз максималистов, 1919.
- Курс политграмоты: Пособие для совпартшкол, рабфаков и вузов (с А. И. Бердниковым). М., 1923 (другие издания — М.: Главполитпросвет, 1924 и М.—Л.: Госиздат, 1925).
- Конспект курса политграмоты А. Бердникова и Ф. Светлова. Составитель М. Червонный. Юго-Восточное краевое партийное издательство «Буревестник», 1924.
- Что должен знать каждый рабочий, вступающий в коммунистическую партию? (с А. И. Бердниковым). М., 1925 (перевод на идиш — װאָס דאַרף װיסן יעדער אַרבעטער, װאָס טרעט אַרײַן אין דער קאָמוניסטישער פּאַרטײ — вос дарф висн едэр арбэтэр, вос трэт арайн ин дер комунистишер партэй, М.: Центральное издательство народов СССР, 1924; на осетинском языке — Fu xa dezae maessvae ae kommunisti parte vodaečae bolxločoa?, Владикавказ: Serdaelo, 1924).
- Начала политграмоты (введение в курс политграмоты, с А. И. Бердниковым). М.: Прибой, 1925 (на английском языке — Elements of Political Education, под общей редакцией Н. И. Бухарина, Нью-Йорк: Daily Worker, 1926; на армянском языке — Ереван: Petakan Hratarakchʻutʻyun, 1926; на японском языке — 1928).
- Пути индустриализации народного хозяйства СССР: Политика партии и оппозиции. М.—Л., 1927.
- Тяжёлая и лёгкая промышленность. М.: Московский рабочий, 1929.
- Решающий год пятилетки. М.: Московский рабочий, 1931.